# Percy MacKaye

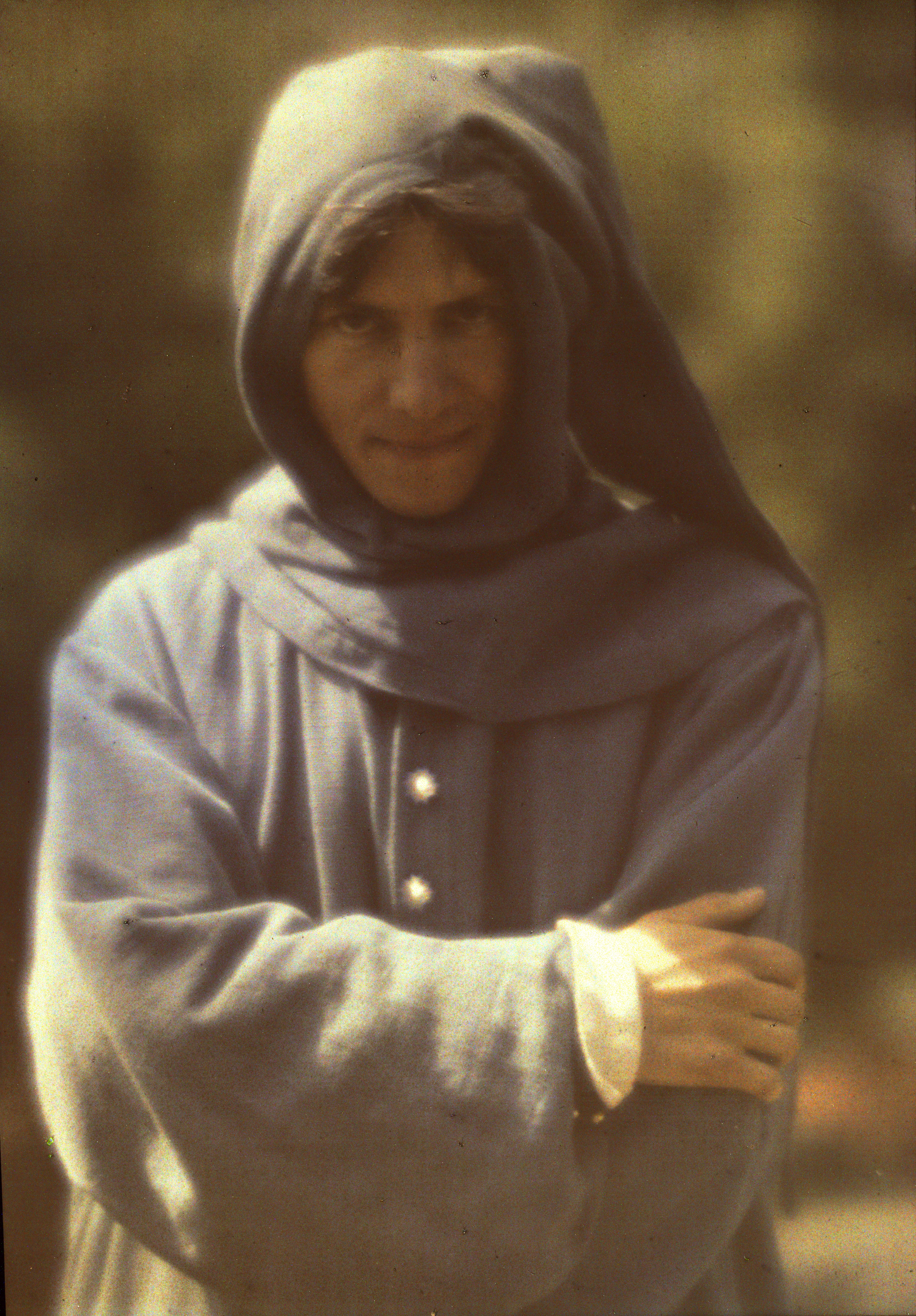
Percy MacKaye, autokrom från 1913 som Alwy the poet ur MacKayes pjäs Sanctuary: A Bird Masque. Fotograf Arnold Genthe.

Percy MacKaye, född 16 mars 1875, död 31 augusti 1956, var en amerikansk författare.
Genom sina dramatiska arbeten som The Canterbury pilgrims (1903) och Ynkee fantasies (1912) och genom ett upplysande essayistiskt skriftställarsällskap med verk som The civic theatre (1912), försökte MacKaye skapa nya för en nationell teaterkultur i USA. Han framträdde även som lyriker med diktsamlingar som Poems (1916) och Dogtown Common (1921). Åt minnet av sin far skådespelaren och teaterteoretikern Steele MacKaye, tillägnade han en programmatisk biografi, The life of Steele MacKaye, the genius of the theatre (1927).